# 大河原春雄
大河原 春雄（おおかわら はるお、1916年（大正5年）3月19日 - 1997年（平成9年）7月17日）は、日本の建築行政指導者、都市計画家、都市計画研究者、教育者。東京都首都整備局技監や東京理科大学教授を歴任した。

## 来歴
石川県金沢市に生まれる。旧制第四高等学校を経て、東京帝国大学工学部建築学科に進学し、1938年（昭和13年）に優秀な成績で卒業する。当時の都市計画講座は内田祥三（のちに総長）の担当だった。卒業後は警視庁保安部建築課に就職し、都市計画の実務に入る。この就職には、都市計画講座に注力していた内田の薦めがあったともされる。
当時建築行政は警察業務として扱われており、東京府では警視庁が所管して市街地建築物法を執行していた。諸外国の実態に鑑み、都市計画の基本は土地利用計画の確立とそれに見合う建築物の用途構造・規模等の規制と誘導にあるという考えから、都市計画と表裏一体のものとして建築行政を位置づけていた。
日支事変の拡大により建築行政も転機を迎え、大河原は鉄鋼等の軍需資材の使用統制や密集市街地の防火改修軍需工場疎開の推進等にも従事する。1941年（昭和16年）12月の太平洋戦争（大東亜戦争）開戦後、1943年7月に都制が実施される。建築行政は東京都防衛局に移管されたが、まもなく召集を受け、終戦による復員まで軍務に服した。B-29の大空襲を受けた東京はほとんど廃域と化し、復員後は資材配給や住宅復興に多忙を極めた。
戦後は東京都の建築行政から住宅や都市計画へと活動の幅を広げた。その間東京大学より 「容積地域制について」の論文により工学博士号を授与される。また都市計画関連の著書を数多く執筆した。
1950年（昭和25年）に建築基準法が制定され、建設・都市計画の分野は今までと全く違った法体系となる。これに沿った地方条例の整備や新法令の運用等を担う建築局指導課長、同局総務部企画課長を歴任した。1956年（昭和31年）、指導部長に就任。 その間新法令の執行や新設の建築審査会の運営などに従事した。
1960年（昭和35年）、首都整備局の新設とともに初代の都市計画部長に任じられて都市計画全般の責任者となる。1964年東京オリンピック開催を控え、関連する各方面の準備に携わった。1964年（昭和39年）には、多摩丘陵の1000万坪の土地にニュータウンを開発する計画を立て、日本住宅公団や地元市町村等の協力のもとに事業を開始する。 都では南多摩新都市開発本部を設け、住宅局技監からその本部長になり、事業に取り組んだ。
首都整備局技監を最後に都庁を退職する。1972年4月からは新設まもない東京理科大学理工学部建築学科の都市計画担当教授として赴任し、「都市計画」と「建築法規」を教えた。大河原研究室にて実務に裏づけられた研究を通して若い学生の指導育成にあたった。理科大では学生対策にも従事した。
理科大では近代日本における建築法規の変遷を主に研究した。単なる法律論にとどまらずに規定の技術内容まで踏み込むとともに、それらがどのように進展したかを明らかにして、その時代的・技術的な背景を知ることを重視した。そのうえで、建築法規を都市計画や住宅政策と関連づけて論じた。自身の研究に加えて内田祥三の遣した『内田文書』を学生とともにコピーした上で整理分析してまとめ、1982年に鹿島出版会から『建築法規の変遷とその背景:明治から現在まで』として刊行した。この分野ではほぼ最初の著作とされる。
1991年3月をもって理科大を退職する。その後も年に1度、「建築法規」のクラスで特別講義をおこなっていた。

## 賞典
- 勲三等瑞宝章 - 1988年